# Gilles Quénéhervé
Gilles Quénéhervé (París, Francia, 17 de mayo de 1966) fue un atleta francés, especializado en la prueba de 200 m en la que llegó a ser subcampeón mundial en 1987.

## Carrera deportiva
En el Mundial de Roma 1987 ganó la medalla de plata en los 200 metros, con un tiempo de 20.16 segundos, llegando a la meta tras el estadounidense Calvin Smith y por delante del británico John Regis.
Al año siguiente, en los JJ. OO. de Seúl 1988 ganó el bronce en los relevos 4x100 metros, tras la Unión Soviética y Reino Unido.